# ليندا تشونغ
ليندا تشونغ (بالإنجليزية: Linda Chung) (و. 1984 – م) هي مغنية، وموسيقية، وملحنة، وممثلة أفلام، وممثلة، من كندا، ولدت في هونغ كونغ.

## التعليم
تعلمت في جامعة كولومبيا البريطانية.

## جوائز
حصلت على جوائز منها:
- Miss Chinese International Pageant 2004 [الإنجليزية]‏.

## وصلات خارجية
- ليندا تشونغ على موقع IMDb (الإنجليزية)
- ليندا تشونغ على موقع ميوزك برينز (الإنجليزية)
- ليندا تشونغ على موقع ديسكوغز (الإنجليزية)
- ليندا تشونغ على موقع قاعدة بيانات الفيلم (الإنجليزية)